# 公乘億
公乘億（？—？），字壽仙，魏州人。

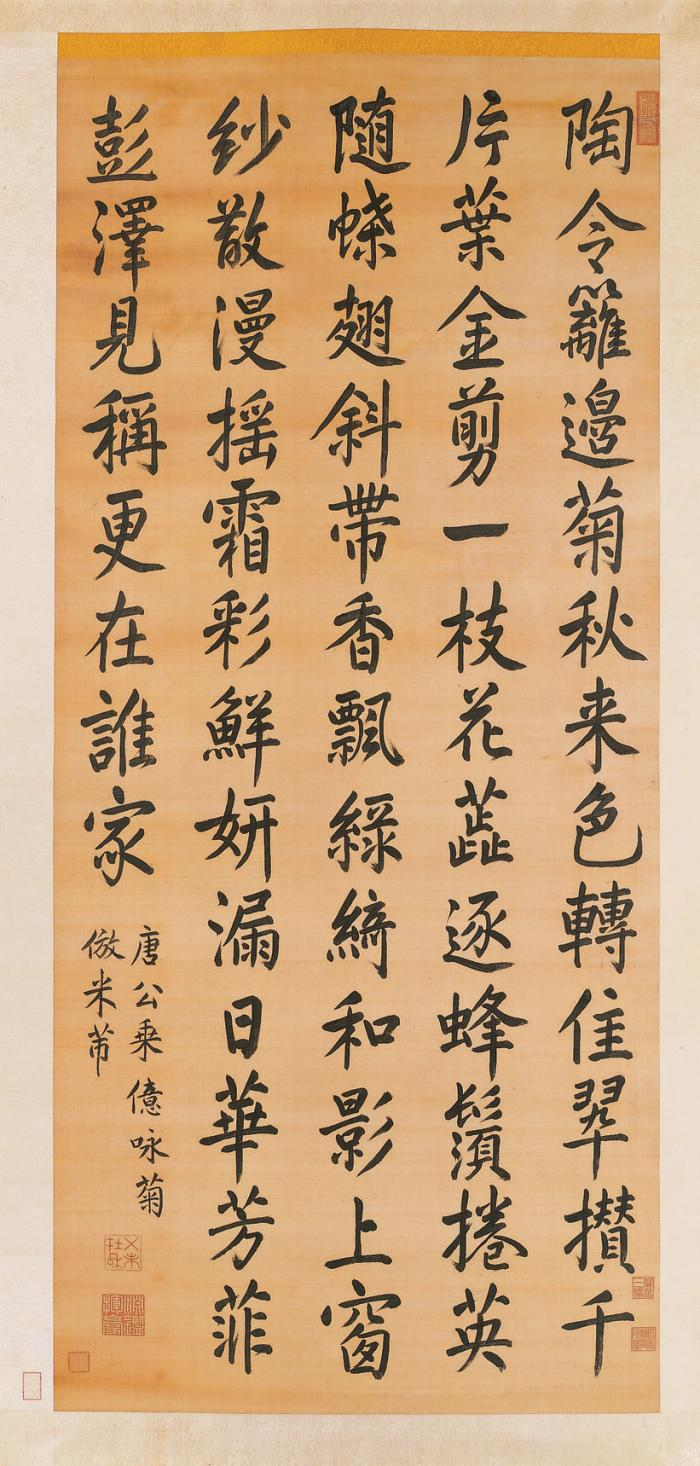
康熙帝楷书仿米芾书公乘億《赋得秋菊有佳色》（北京故宫博物院藏）

久困考場三十年，曾一度誤傳因病暴卒，其妻前來迎丧，正好相遇。夫妻見面抱持痛哭，十幾天後，公乘億竟然進士及第。咸通末，为魏博节度使乐彦祯从事，加授侍郎。昭宗時，又為魏博節度使羅弘信從事，卒於魏博幕內。有诗一卷，久佚。《全唐詩》存四首。